# Plana d'en Nadal
La Plana d'en Nadal és un pla ocupat per camps de cultiu que es troba al poble de Su, al municipi de Riner, al Solsonès. Situat a una altitud d'uns 730 metres, al sud del nucli de Su.